# Ménil-Froger
Ménil-Froger är en kommun i departementet Orne i regionen Normandie i nordvästra Frankrike. Kommunen ligger i kantonen Le Merlerault som tillhör arrondissementet Argentan. År 2022 hade Ménil-Froger 62 invånare.

## Befolkningsutveckling
Antalet invånare i kommunen Ménil-Froger
| Referens: INSEE |